# Marigny-lès-Reullée
Marigny-lès-Reullée – miejscowość i gmina we Francji, w regionie Burgundia-Franche-Comté, w departamencie Côte-d’Or.
Według danych na rok 1990 gminę zamieszkiwało 168 osób, a gęstość zaludnienia wynosiła 17 osób/km² (wśród 2044 gmin Burgundii Marigny-lès-Reullée plasuje się na 743. miejscu pod względem liczby ludności, natomiast pod względem powierzchni na miejscu 938.).